# Historia Sanoka

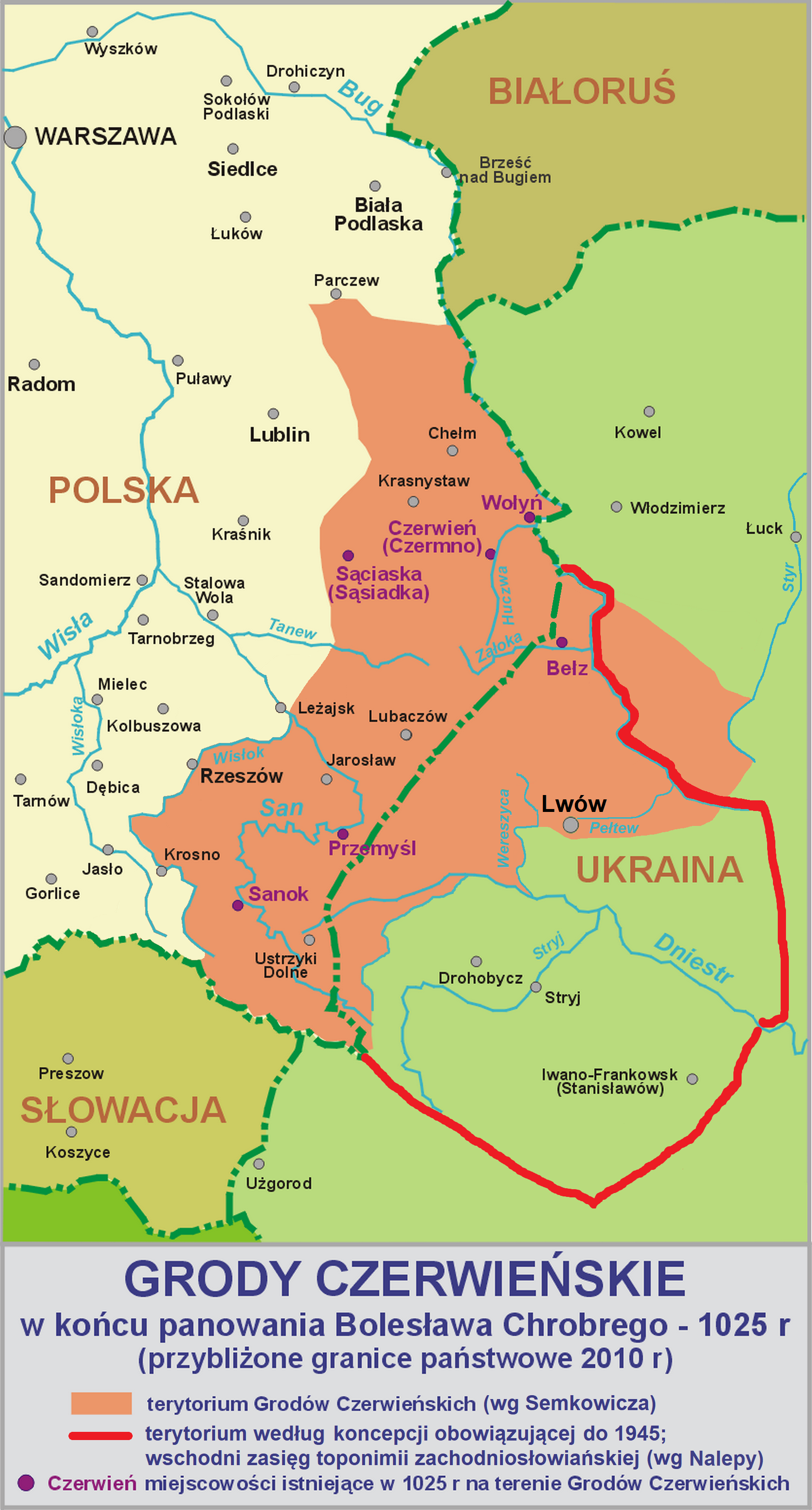
Sanok – jeden z Grodów Czerwieńskich

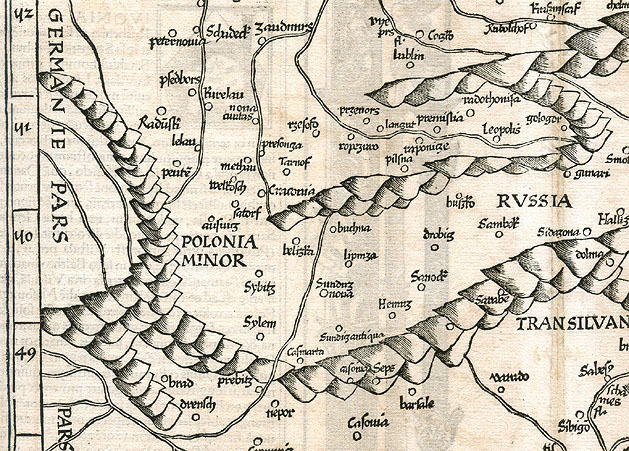
Fragment mapy świata Martina Waldseemüllera z roku 1507 z zaznaczonym Sanokiem

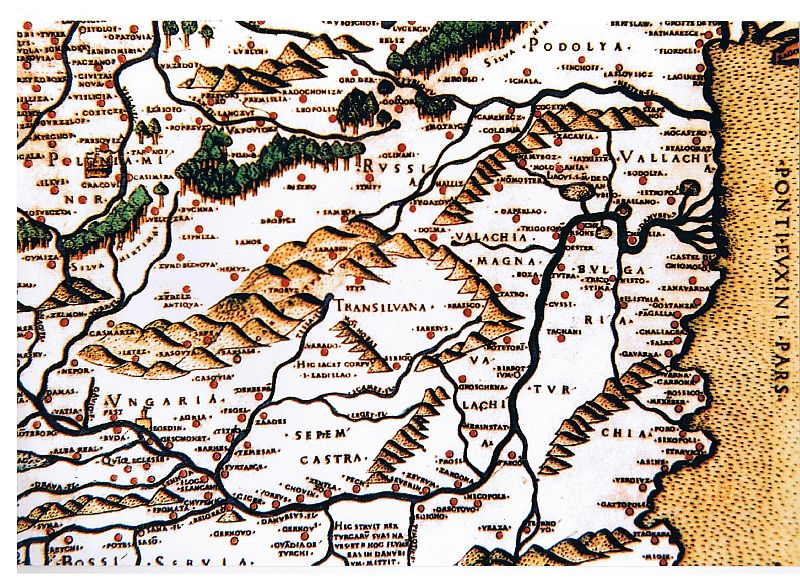
Sanok na mapie Marka Beneventanusa i Bernarda Wapowskiego z 1507

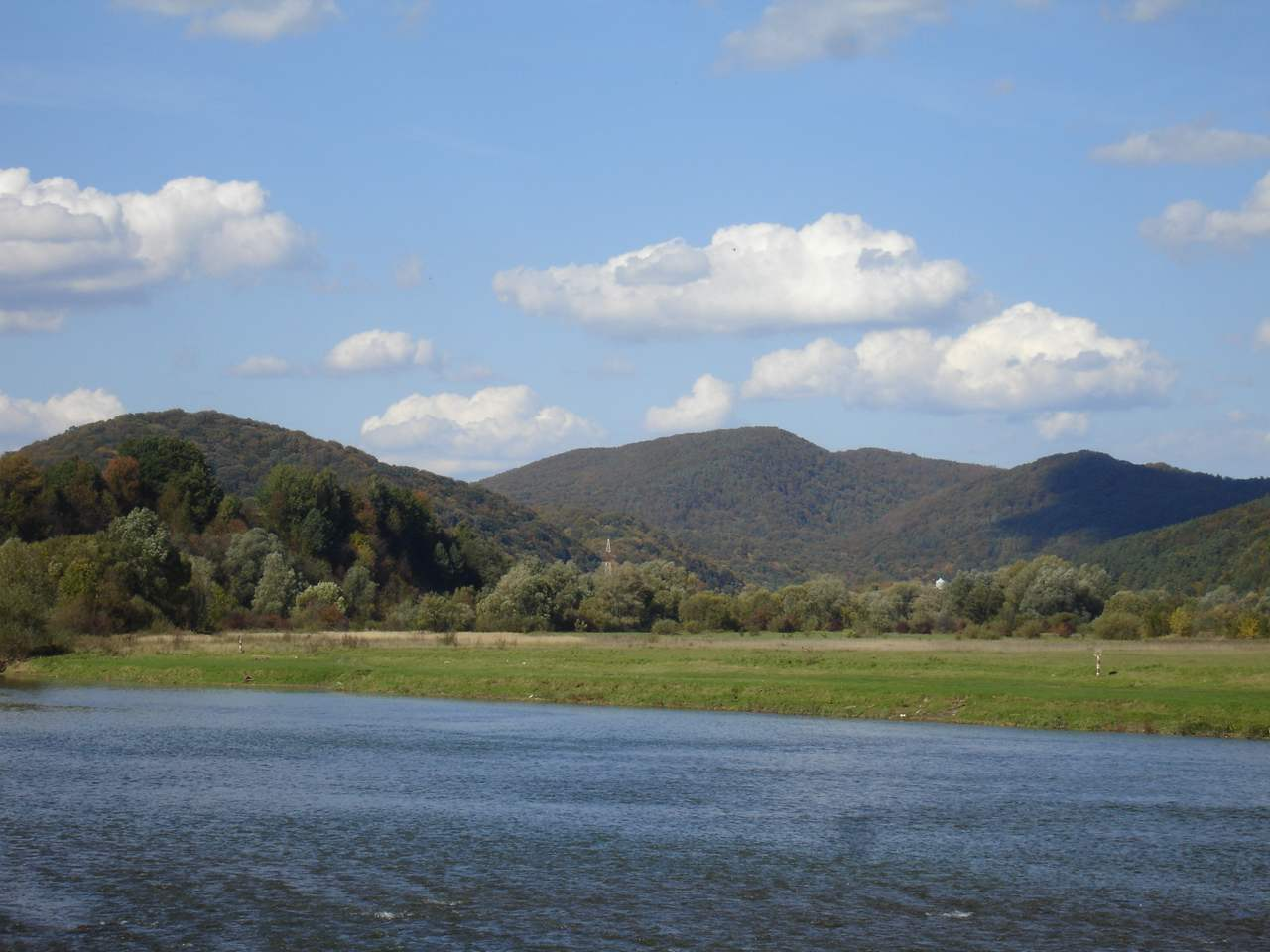
Porośnięte lasem wzgórze Kopacz nad Sanem u wylotu z Kotliny Sanockiej, kryjące grodzisko obronne kultury celtyckiej i wczesnośredniowiecznej tzw. Horodyszcze, prawdopodobna pierwsza lokalizacja grodu Sanok, wspomniana w roku 1150, tzw. brama węgierska.

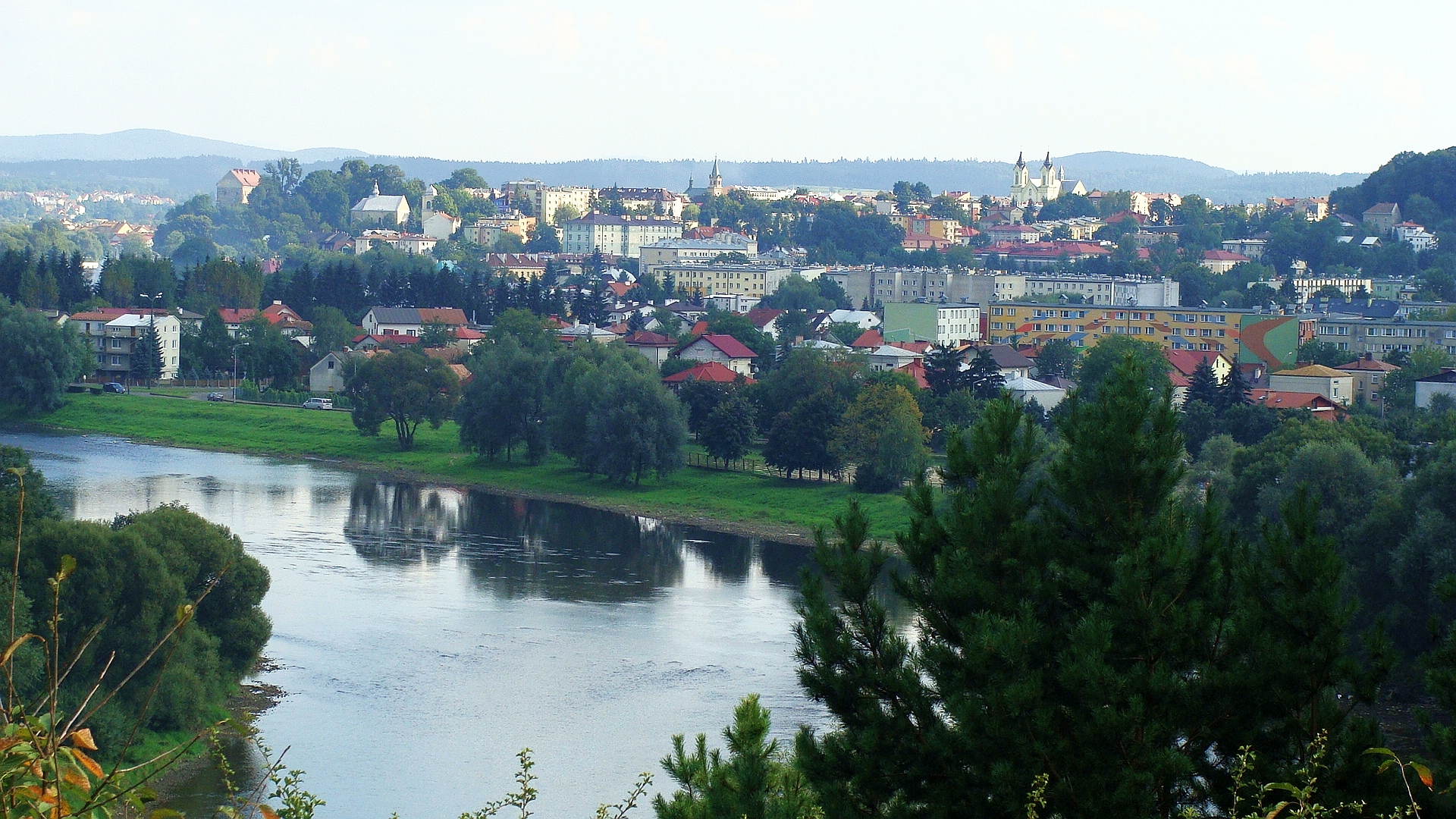
Widok na Sanok od strony Horodyszcza.

Ten artykuł przedstawia historię miasta Sanoka.

## Wczesne średniowiecze
Sanok został założony około X/XI wieku, w najstarszej kronice kronikarza ruskiego Nestora z roku 981 znajduje się pierwsza wzmianka o terenach, na których położony był Sanok poszedł Włodzimierz na Lachów i zajął im grody ich Przemyśl, Czerwień i inne grody mnogie, które i do dziś są pod Rusią. Prawdopodobnie wcześniej tereny te należały do Państwa Polskiego Mieszka I. Już w połowie XII wieku był to gród obronny i ważny ośrodek administracyjny. W czasie wyprawy wojennej w 1018 r. odbił te tereny Bolesław I Chrobry. Polska ponownie utraciła je w roku 1031. Z powrotem przyłączył je Bolesław II Szczodry w 1069 r. Znów utracił te ziemie Władysław I Herman, gdy weszły one w skład Rusi Kijowskiej.
Jak podaje latopis Ipatijewski, przez ziemie położone niedaleko Sanoka, przeszły wiosną 1099 wojska węgierskie króla Kalomona uderzając na Księstwo halickie, gdzie w bitwie nad Wiarem doznały spektakularnej klęski. Według Jana Długosza w bitwie tej miało zginąć ponad 8000 Węgrów.
Najstarsza pisemna wzmianka o Sanoku pochodzi z czasów, gdy ziemia ta należała do książąt ruskich. Zapis w kronikach ruskich – Latopisie Hipackim z roku 1150, mówiący, że król węgierski Gejza II „przeszedł góry i wziął gród Sanok i rządzącego w nim posadnika Jasza i wiosek w Przemyskiem wiele zajął.” W roku 1202 dochodzi w Sanoku do spotkania króla węgierskiego Emeryka z księżniczką ruską Anną (tamże s. 480). W 1205 spotyka się ona w Sanoku z królem Węgier Andrzejem II węgierskim. W roku 1231 książę ruski Włodzimierz Jurewicz, walcząc z Aleksandrem, udaje się do Sanoka worot uhorskich- bramy węgierskiej (tamże s. 509) i stąd uciekł na Węgry.
Ślady osadnictwa węgierskiego z tego okresu, widoczne są również obecnie w nazwach terenowych. W 1340 r. prawem spadkobierstwa posiadł te ziemie polski król Kazimierz III Wielki i włączył do swego Królestwa. Potem na krótko zostały zdobyte przez Węgrów w 1370 r., ale już w 1387 r. Jadwiga Andegaweńska przywróciła Sanocczyznę Polsce i od tej pory Sanok z okolicami znajdowały się w Polsce aż do I rozbioru w 1772 roku.

### Archeologia
Okolice Sanoka zostały zasiedlone już od czasów starożytnych – wykopaliska archeologiczne potwierdzają ślady kultury przeworskiej z II wieku n.e oraz poprzedzającą ją kulturę lateńską, której przedstawicielami na tym terenie byli Celtowie. Na terenie wsi Prusiek graniczącej z Sanokiem odkryto pierwsze w południowo-wschodnich Karpatach polskich cmentarzysko ciałopalne kultury przeworskiej, datowane na drugą połowę II wieku n.e. Prace wykopaliskowe prowadzone od 2000 roku ujawniły, że ludność do której należało owo cmentarzysko posiadała powiązania z tzw. wschodnią strefą kultury przeworskiej. Chronologicznie znaleziska te są zgodne z przekazem Ptolemeusza, mówiącym o przenikaniu pewnych grup Wandalów – Lakringów, Hasdingów i Wiktofalów na południe w tereny dorzecza Cisy i Dacji.
Jednak najstarsze początki starożytnego osadnictwa związane są z okresem lateńskim i osiadłymi tu plemionami celtyckimi, których obecność na terenie dorzecza Sanu sięga IV wieku p.n.e. Celtowie osiedlili się w południowej części dorzecza, nad górnym i środkowym Sanem, w okolicach dzisiejszego Sanoka. Na terenie tym do chwili obecnej zlokalizowano 26 stanowiska archeologiczne z materiałami, które należy przypisać kulturze celtyckiej,
Do najlepiej przebadanych należą osady w miejscowościach Pakoszówka, Sanok-Biała Góra oraz Trepcza. Na stanowisku w m. Trepcza jeszcze w latach 60. ubiegłego wieku znaleziono m.in. złotego statera celtyckiego. Jest to najstarsza moneta celtycka odnaleziona na ziemiach polskich.
Ślady bytności Celtów datowane są na stanowisku Trepcza-Horodyszcze na 250 r. p.n.e. – do II wieku n.e., było to prawdopodobnie górskie plemię Anartfracti (sprzymierzeńcy Anartów), którzy przywędrowali tutaj znad rzeki Cisy. Poza ceramiką charakterystyczną dla tej kultury, Celtowie zbudowali tu również osadę obronną. Zdaniem archeologów powodem przesiedlenia się Celtów na te tereny były liczne złoża solankowe będące cennym surowcem handlowym i gospodarczym występujące w Górach Słonnych, a których obszar już w starożytności określany był mianem Korneliusza Tacyta w postaci Saltus Carpathians.

## 1339-1772
W 20 stycznia 1339 książę Małej Rusi Jerzy II z rodu Piastów zezwolił na organizację wójtostwa w mieście Sanoku i nadał przywilej lokacyjny na prawie magdeburskim (zob. Głuchoniemcy). Według historyka Marcina Bielskiego (1551) osiedlanie niemieckich kolonistów przypisywano już Bolesławowi Chrobremu. A dlatego je (Niemców) Bolesław tam osadzał, aby bronili granic od Węgier i Rusi; ale że był lud gruby, niewaleczny, obrócono je do roli i do krów, bo sery dobrze czynią, zwłacza w Spiżu i na Pogórzu, drudzy też kądziel dobrze przędą i przetoż płócien z Pogórza u nas bywa najwięcej. Ponad trzydzieści lat później w roku 1582 kronikarz Maciej Stryjkowski napisał, „ Roku zaś 1355, Kazimierz król widząc Podgórskiej Rusi krainy dla częstych najazdów Litewskich zburzone i puste, Niemieckiego narodu ludzi w krainach tych osadził, którzy jeszcze i dziś po wsiach mieszkają ...., niemieccy chłopi osadzeni pod Przeworskiem, Przemyślem, Sanokiem, i Jarosławiem są dobrymi rolnikami”. W roku 1632 podobną opinię wyraził Szymon Starowolski w dziele Polonia: Następnie idzie Łańcut (...) i Rzeszów (...) ; mleka tu i płócien lnianych wielka jest zwykle obfitość, ponieważ wioski na całym tym obszarze zamieszkują potomkowie niemieckiego plemienia, wzięci na jakiejś wojnie przez Kazimierza Wielkiego, króla Polski, lub sprowadzeni z Saksonii, z dziećmi i żonami, aż w te okolice. Ci przeto o bydło i uprawę lnu troszczą się wielce i w porze jarmarków tak do innych okolicznych miast wymieniane towary zwożą na sprzedaż, jak przede wszystkim do Rzeszowa i Jarosławia. Po przyłączeniu ponownie tych ziem do Polski, król Kazimierz III Wielki przebywający w Sanoku w latach 1352, 1366 i 1368 doceniając strategiczne znaczenia grodu rozkazał ok. roku 1370 – jak podaje Janko z Czarnkowa – obwarować Sanok wraz z zamkiem i potwierdził prawa miejskie Sanoka w roku 1366. W tym okresie powstał w mieście gotycki zamek, obecnie całkowicie przebudowany. Sanok został stolicą ziemi sanockiej w Koronie Królestwa Polskiego. Na zamku do poł. XVI wieku mieścił się również Sąd Wyższy Prawa Niemieckiego dla całej ziemi sanockiej. W zamku gościł dwukrotnie książę Władysław Opolczyk 27 lutego 1377 przywilejem księcia Władysława Opolczyka darowano franciszkanom lwowskim drewniany kościół Matki Bożej poza murami miasta i dworek na klasztor. Wizyty księcia w Sanoku jako Namiestnika Rusi odnotowano jeszcze 14 grudnia 1372, 24 – 31 maja 1373, 23 listopada 1374, 15 marca 1376, 23 listopada 1376, 14 października 1377, oraz w roku 1378.
Organizację kościoła łacińskiego na ziemi przemyskiej i sanockiej, podporządkowanego poprzednio bezpośrednio papieżowi, przeprowadza następnie franciszkanin Eryk z Winsen.
2 maja 1417 w Sanoku odbył się wcześniej w kościele franciszkańskim ślub polskiego króla Jagiełły z jego trzecią żoną Elżbietą Granowską.
Na sanockim zamku, po śmierci Władysława Jagiełły, wiele lat zamieszkiwała jego czwarta żona, królowa Zofia Holszańska, zwana Sońką. W latach 1555–1556 w zamku w Sanoku mieszkała królowa węgierska Izabela. Otrzymała ona Sanok od swojego brata – króla Zygmunta Augusta. Zamek wiąże się z legendami o pobycie królowej Bony w Sanoku. O zasługach królowej Bony dla miasta świadczy włączenie herbu Sforza (wąż połykający Saracena) do herbu miasta. Okres od połowy XIV do połowy XVI wieku uchodzi za najpomyślniejszy w dziejach miasta.
1 maja 1617 pod Sanokiem odbywa się przegląd pospolitego ruszenia właścicieli ziemi sanockiej. W 1624 r. w czerwcu Tatarzy napadają na Sanok. We wrześniu 1672 r., na skutek ponownego najazdu Tatarów na teren Bieszczadów, zniszczeniu uległ również Sanok – ocalało w nim 6 domów.
Od końca XVI wieku rozpoczął się powolny upadek Sanoka. Wpłynęły na to liczne pożary, z których największy zniszczył miasto niemal doszczętnie – ocalał tylko kościół franciszkanów, 5 domów i górne przedmieście.
Sanoccy ziemianie buntują się przeciw kontrybucji na rzecz wojsk rosyjskich, o czym świadczy uchwała z 25 stycznia 1768 r. W dniu 29 czerwca 1768 roku Jakub Ignacy Bronicki marszałek sanocki dla potrzeb Konfederacji Barskiej, uzyskał w Lesku od Kantego Ossolińskiego milicję nadworną, amunicję, dziewięć armat, pełne oporządzenie dla 50 ludzi i tysiąc czerwonych złotych. 7 lipca 1768 roku odbył się na polach między Sieniawą a Rymanowem generalny zjazd szlachty sanockiej, który zgromadził około 6000 ludzi. Ogłoszono akt konfederacji ziemi sanockiej, a na marszałka wybrano Jakuba Ignacego Bronickiego, herbu Korwin, dziedzica Nowotańca. Spod Sieniawy ruszył nowo wybrany marszałek przez Krosno na pomoc do Krakowa. 17 lipca 1768 r. mieszczanie sanoccy składają przysięgę Konfederacji Barskiej w obecności Stanisława Cieleckiego – Wójta Sanoka.
Po śmierci Jakuba Bronickiego, 17 kwietnia w Muszynie wybrano Ignacego Potockiego – starostę kaniowskiego Marszałkiem Konfederacji Ziemi Sanockiej. Po przejściu jego z marszałkostwa sanockiego na marszałka lwowskiego, na sejmiku w Sanoku 13 listopada 1769 r., Marszałkiem Konfederacji Ziemi Sanockiej wybrano Filipa Radzimińskiego – (ur. ok. 1745) późniejszego komendanta twierdzy Jasnogórskiej; starostę terleszyńskiego; cześnika wołyńskiego starostę dmitrowskiego (Akta grodzkie i ziemskie, T. 23, s. 598)

## 1772-1918
W roku 1772 Sanok oraz ziemia sanocka weszły po I rozbiorze Polski w skład Królestwa Galicji i Lodomerii. Ponieważ miasto było zniszczone, a sanocki ratusz spalony, władze administracyjne przeniosły siedzibę powiatu do zamku w Lesku. Od tego też roku miasto należało do cyrkułu leskiego, a następnie sanockiego. Dopiero w 1812 r. cyrkuł został przeniesiony do wyremontowanego budynku zamku.
W czasie wojny polsko-austriackiej w czerwcu 1809 r. ostatnią obronę zamku sanockiego przed wojskami austriackimi przeprowadzono pod dowództwem gen. Ksawerego Krasickiego-byłego oficera kościuszkowskiego, dziedzica zamku w Lesku. Bronił się tam i Tadeusz Prek. Usłyszawszy wieść o przybywającym do Sanoka ks. Józefie Poniatowskim, Austriacy zajęli Sanok. Gdy widomym było, że odsiecz nie nadjedzie, Krasicki podstępem wydostał się z murów oblężonego zamku. Wydarzenie to upamiętnia wmurowany we wzgórze kamień z napisem.
Około 1845 r. powstał w Sanoku kotlarski warsztat rzemieślniczy założony przez Walentego Lipińskiego i Mateusza Beksińskiego. W roku 1886 został on przemianowany na zakład przemysłowy. Kazimierz Lipiński (syn Walentego) założył w kilka lat później Pierwsze Galicyjskie Towarzystwo Budowy Maszyn i Wagonów w Sanoku i w latach 1894–1895 przystąpił do budowy fabryki na terenie dzielnicy Posada Olchowska. Tradycje tej fabryki kultywuje obecnie Sanocka Fabryka Autobusów „Autosan”. Ogromne znaczenie dla rozwoju oświaty i kultury w XIX w. miało założenie w 1848 r. drukarni przez Karola Pollaka. W roku 1855 wydrukowano pierwszy zeszyt „Biblioteki Polskiej” redagowany przez Kazimierza Józefa Turowskiego. W roku 1861 Pollak założył księgarnię i wypożyczalnię książek.
W 1846 w czasie powstania krakowskiego 18 lutego 1846 r. do punktu zbornego w Cisnej przybył z inicjatywy Juliana Goslara mjr Jerzy Bułharyn jako Wojenny Naczelnik Obwodu Sanockiego. Sformował on z pracowników huty w Cisnej oddział, który poprowadził na Sanok rozbrajając po drodze placówki straży skarbowej i łącząc się z innymi grupami powstańczymi. Od Przełęczy Łupkowskiej, z okolic Kalnicy i Leska, miał atakować Sanok dowodzący siłami miejscowymi i słowackimi. 21 lutego 1846 r. powstańcy z południowej części obwodu sanockiego szli na północ w celu opanowania Sanoka trzema szlakami: z Cisnej przez Baligród, z Lutowisk oraz z Ustrzyk Dolnych i z Ustianowej. 180 uczestników spotkało się w Uhercach, gdzie zaczęto formować w oddziały i odebrano od wszystkich przysięgę. Nękani po drodze przez chłopów ze Stefkowej, dotarli do wsi Zahutyń pod Sanokiem. Po kilku potyczkach m.in. pod Leskiem, przy dojściu do Zahutynia, 180 powstańców, nie mając wsparcia, od północy, nie zaatakowało Sanoka, ponieważ nie dotarły inne umówione oddziały, z powodu wystąpień zbuntowanych chłopów. Bułharyn, z grupką 20 zbrojnych wrócił 22 lutego do Cisnej i przekroczył granicę węgierską w Roztokach.
Teofil Wojciech Ostaszewski w 1848 w czasie Wiosny Ludów inicjuje organizację Gwardia Narodowa Ziemi Sanockiej i został wybrany jej komendantem. Powołuje też w Sanoku miejscową Rada Narodowa Obwodu Sanockiego na wzór Rady Narodowej we Lwowie.
W powstaniu styczniowym brało udział przynajmniej kilkunastu znanych z nazwiska uczestników pochodzących z Sanoka.
Po reformie administracyjnej w roku 1864 miasto było siedzibą starostwa i powiatu sądowego w kraju Galicja. W roku 1883 miasto liczyło 5181 mieszkańców. W roku 1898 miasto liczyło już 5559 osób (w tym wyznania rzymskokatolickiego było 2148 osób, a mojżeszowego 2536 osób), ogółem było 360 domów. W roku 1900 w powiecie sanockim mieszkało 85 698 osób, starostwo dzieliło się na 130 gmin politycznych oraz 120 gmin katastralnych.
9 maja 1872 miał miejsce dewastujący pożar miasta, który strawił 72 domy, kościół i klasztor Franciszkanów (wybuchł na Podgórzu, wywołali go robotnicy włoscy w karczmie).
Duże znaczenie dla rozwoju miasta miało wybudowanie w 1872 r. linii kolejowej z Chyrowa przez Zagórz i Łupków na Węgry oraz w 1884 r. wykonanie odcinka z Zagórza przez Sanok, do Jasła.
20 listopada 1888 roku powstało polskie Towarzystwo Gimnastyczne Sokół w Sanoku.
W 1853 miasto odwiedził cesarz Franciszek Józef I, a w roku 1915 następca tronu i przyszły cesarz austriacki Karol I. Koszary sanockie były siedzibą dowództwa 45 Galicyjskiego Regimentu Piechoty oraz rejonem rekrutacji 13 regimentu ułanów. Z Sanoka pochodził jeden z najbardziej zaufanych marszałków cesarza Franciszka Józefa Adam Dembicki. W 1905 Józefa Rylska posiadała w mieście obszar 157,7 ha. Na początku kwietnia 1907 nastąpił wylew Sanoku na obszar Podgórza oraz Wójtostwa. W dniu 3 sierpnia 1911, powołane zostały na terenie Sanoka Drużyny Bartoszowe, którymi kierował, jako rolnik, późniejszy generał Bronisław Prugar-Ketling rodem z Trześniowa. Pierwszym przykazaniem Drużyn było Przez całe życie służ sprawie oswobodzenia Polski. W roku 1913 następuje zakup Fabryki Maszyn księcia Lubomirskiego we Lwowie oraz fuzja z Pierwszym Galicyjskim Towarzystwem Akcyjnym dla Budowy Wagonów i Maszyn w Sanoku. Zakład S. A.L. Zieleniewski staje się pierwszym w zaborze austriackim przedsiębiorstwem wielozakładowym typu koncernowego.
W 1911 w Sanoku obszar posiadali: Aleksander Mniszek-Tchorznicki 150 ha, gmina 302 ha, włościanie 588 ha.
Po wybuchu I wojny światowej 29 września 1914 Sanok oraz Lesko zostały zajęte przez Rosjan. Pod koniec wojny 20 października 1918 został utworzony Komitetu Samoobrony Narodowej (na jego czele stanął jako przewodniczący Wojciech Ślączka, którego wspierał Adam Pytel, a ponadto funkcjonowały w nim osobistości miejskie, m.in. Feliks Giela, Jan Rajchel, Karol Zaleski, Marian Szajna oraz byłymi oficerami c.k. armii kpt. Antoni Kurka i kpt. Franciszek Stok; ten ostatni już od 1912 kierował wyszkoleniem „Drużyn Strzeleckich”, „Drużyn Bartoszowych”), który przy udziale 3 Batalionu Strzelców Sanockich 31 października/1 listopada 1918 dokonał bez walki przejęcia władzy w Sanoku. Delegacja tychże osób 1 listopada 1918 podjęła rozmowy z komendantem wojskowej załogi c. i k. w Sanoku płk. Maksymowiczem i mimo jego oporu dokonano rozbrojenia stacjonującego wówczas w miejscowych koszarach – pochodzącego z ziemi czeskiej – 54 Pułku Piechoty, po czym ok. 1000 żołnierzy jednostki (ok. 600 narodowości czeskiej i 300 narodowości niemieckiej) opuściło miasto. Jednocześnie z budynku Towarzystwa Gimnastycznego „Sokół” na ulice wyszły uzbrojone patrole, zajmując strategiczne budynki, w tym koszary.

## 1918 – 1939
W listopadzie 1918 powstał w fabryce Zieleniewskiego w Sanoku pociąg pancerny Kozak użyty następnie w wojnie polsko-ukraińskiej. 2 listopada 1918 powołano 3 Batalion Strzelców Sanockich – polska obywatelska formacja wojskowa, poczta polowa nr 20. Żołnierze tej formacji walczyli z Ukraińską Armią Halicką, w tym z oddziałami Strzelców Siczowych, oraz z ochotnikami ukraińskimi, broniącymi Republiki Komańczańskiej do stycznia 1919 roku.
W 1931 do miasta została przyłączona Posada Olchowska.
Aż do lat 30. Żydzi stanowili ok. 40% mieszkańców Sanoka, ale w latach 30. ich odsetek spadł do 30%, zaś Polacy wówczas stanowili ponad 60% mieszkańców miasta (nie spadła liczba Żydów, tylko wzrost Polaków był dużo większy niż Żydów, stąd procent ludności polskiej rósł). Żydzi zajmowali się nie tylko handlem (na 100 kupców, 74 było narodowości żydowskiej), ale również działalnością przemysłową (na 100 przemysłowców różnych branż, 90 to Żydzi). Na 30 kancelarii adwokackich 18 było żydowskich. Na 43 praktykujących lekarzy 22 było również Żydami.
W 1929 w Sanoku powstał oddział Polskiego Towarzystwa Tatrzańskiego. Do 25 marca 1930 w Sanoku znajdowała się siedziba Małopolskiego Inspektoratu Okręgowego Straży Granicznej, któremu podlegały komisariaty i placówki nadzorujące południową granicę Rzeczypospolitej w woj. krakowskim, lwowskim i stanisławowskim.
W latach 1938–1944 Sanok był siedzibą apostolskiego administratora Łemkowszczyzny Ołeksandera Małynowśkiego.
W garnizonie Sanok stacjonował 2 Pułk Strzelców Podhalańskich wchodzący w skład 22 Dywizji Piechoty Górskiej. Rozkazem Komendanta Straży Granicznej z 16 stycznia 1939 w Sanoku utworzono Komendę Obwodu Straży Granicznej wchodzącej w skład Wschodnio-Małopolskiego Okręgu Straży Granicznej we Lwowie, której podlegały Komisariaty w Dwerniku, Cisnej, Komańczy i Posadzie Jaśliskiej.

## II wojna światowa
Pod Sanokiem walki obronne z nacierającymi wojskami hitlerowskimi toczyła 3 Brygada Górska dowodzona przez płk. Jana Kotowicza wchodząca w skład grupy operacyjnej gen. bryg. Kazimierza Łukoskiego. W dniu 9 września 1939 r. przez Lesko do Ustrzyk wycofywali się żołnierze batalionu Obrony Narodowej „Sanok” (dowódca batalionu kpt. Tadeusz Kuniewski) i toczyli walki w celu opóźnienia marszu Niemców na wschód.
We wrześniu 1939 roku, dyrekcja Fabryki Wagonów powierzyła Julianowi Gorgoniowi przygotowanie i kierowanie transportem ewakuacyjnym fabryki. 11 września 1939 przy stacji kolejowej Rychcice-Chatki, transport został zbombardowany przez niemieckie samoloty i ginie Julian Gorgoń i pan Dutkiewicz, stolarz z Fabryki Wagonów. Czesław, syn Juliana, raniony odłamkiem bomby, został przewieziony do szpitala powszechnego w Drohobyczu.
12 września 1939 Sanok oraz okolice zostały zajęte przez jednostki niemieckie oraz słowackie, były to; Gebirgs-Jäger-Regiment 138, Gebirgs-Jäger-Regiment 139 oraz grupa szybka armii polowej Bernolak w składzie 3 Dywizja Górska. Jednostka słowacka została wycofana z Sanoka 1 października 1939 roku.
Od 26 października 1939, dystrykt krakowski, powiat sanocki (Landkreis), któremu podlegały komisariaty wiejskie w Sanoku, Brzozowie i Baligrodzie, starostą był dr. Albert Schaar (Landrat-Reg. Rat). Całkowita pow. powiatu wynosiła 2585,6 km² i liczyła 245 704 mieszkańców. Powiat był najbardziej wysuniętym na południowy wschód obszarem GG. 15 listopada 1941 do powiatu sanockiego włączono 9 gmin położonych na wschód od Sanu m.in. Lesko i Ustrzyki Dolne, natomiast wyłączono gminę Rymanów, Jaśliska oraz komisariat brzozowski razem z gminami, które przyłączono do nowo powstałego powiatu krośnieńskiego. Powiat sanocki graniczył z dwoma państwami: Słowacją oraz Węgrami. Do 1944 należał do krakowskiego później tarnowskiego okręgu wojskowego z nadkomendanturą polową nr 226 (Oberfeldkommandantur 226), Komendantura polowa w Sanoku oraz siedziba oddziałów Einsatzgroupp I (Einsatzkommandos I) oraz siedziba oddziału operacyjnego gestapo pod dowództwem dr. Ludwika Hahna.
Przez Sanok na rzece San ustalona została do czerwca 1941 granica międzypaństwowa niemiecko-sowiecka. Prawobrzeżna strona Sanoka oraz część powiatu sanockiego dostały się w okresie 1939–1941 pod okupację sowiecką. Mieszkańcy tej części powiatu oraz Sanoka zostali następnie deportowani do białoruskiej i ukraińskiej części ZSRR. W październiku 1939 władze niemieckie wysiedliły do ZSRR również mieszkających w Sanoku Żydów. Ci, którzy pozostali, zostali następnie zgładzeni w latach 1942–1943 w obozie koncentracyjnym w Zasławiu. Holocaust przeżyło 560 sanockich Żydów.
Prawobrzeżna strona Sanoka, chroniona na Sanie sowiecką Linią Mołotowa została zdobyta przez wojska słowackie i niemieckie 23 czerwca 1941.
Do lipca 1944 na terenie przyległym do fabryki wagonów mieściły się zakłady naprawcze sprzętu wojskowego dla amii niemieckiej pod nazwą Panzer-Instandsetzungs-Kraftfahr-Werken, Instandsetzungsgruppe „Süd” (w skrócie K-Werk) w których remontowano m.in. czołgi, wozy pancerne oraz działa. Na terenie miasta naziści utworzyli również dwie szkoły Hitlerjugend przy ulicy Sobieskiego i Fryderyka Szopena, które wizytował Hans Frank w marcu 1943 oraz szkołę policji dla Ukraińców.
W okresie II wojny światowej w Sanoku mieściła się Komenda Obwodu AK o kryptonimie OP-23, podzielona na 10 placówek. W Placówce Sanockiej dowodzili Placówki: od II 1943 – IX 1943 Władysław Pruchniak ps. „Sęp”, Ireneusz”, „Felek”, IX 1943–1944 Paweł Dziuban ps. „Dziedzic”.
Komendantem Obwodu został w grudniu 1939 do połowy stycznia 1940; kpt. Władysław Romańczyk „Czarny”, „Kula”, „Rosa”, „Wir” od połowy stycznia do połowy kwietnia 1940 r. por. Władysław Biegański „Janusz”, VI 1940 – 29 I 1942 Rudolf Ryba vel Schmidt „Rudek”, „Kulawy”, „Korczyński”, II 1943 – koniec IV 1944 kpt. Adam Winogrodzki ps. „Korwin”. Siedzibą komendy był zamek Baronów Gubrynowiczów w Porażu. Powołano również Kierownictwo Dywersji (Kedyw). Zgrupowanie zostało rozwiązane w sierpniu 1944. Jednak w dalszym ciągu dowodził od maja 1944 do 1945 por. Jan Łoziński „Babinicz”, „Andrzej”.
Armia Czerwona wkroczyła do Sanoka w sierpniu 1944. Mimo tego na wzgórzu cmentarnym w dzielnicy Posada Niemcy utrzymywali się jeszcze ok. 7 tygodni. Po zdobyciu Sanoka przez Armię Czerwoną, z rejonu na zachód od miasta ruszyła na Słowację ofensywa wojsk sowieckich zwana operacją dukielsko-preszowską. Opuszczony przez Niemców obszar przechodził pod wojskowe zarządy Armii Czerwonej tzw. „wojennyje komanda”. Uczestniczący w walkach z Niemcami żołnierze Armii Krajowej byli natychmiast rozbrajani oraz aresztowani przez NKWD.

## 1944 – 2000
W połowie 1945 roku nasilił się terror władzy komunistycznej wobec miejscowej ludności. Odpowiedzią na niego było pojawienie się partyzantki antykomunistycznej reprezentowanej przez Samodzielny Batalion Operacyjny NSZ „Zuch” mjr Antoniego Żubryda. Partyzanci podjęli walkę z komunistycznym aparatem bezpieczeństwa tj. z NKWD, UB, KBW oraz z Milicją Obywatelską. Komuniści zastosowali praktykowane niedawno przez hitlerowców metody represji: egzekucje publiczne. 24 maja 1946 roku na stadionie miejskim w Sanoku w obecności spędzonej tam dziatwy szkolnej powieszeni zostali: szer. Władysław Kudlik oraz szer. Władysław Skwarc. 4 lipca powieszono na sanockim rynku chor. Henryka Książka (wszyscy trzej z batalionu majora Żubryda). Egzekucja ta przeszła do historii miasta pod nazwą Trzech straconych (w nawiązaniu do zabitych przez rosyjskie wojsko demonstrantów w Warszawie w 1861 znanych jako Pięciu poległych).
Miasto i okolice do operacji Wisła (do 1947) leżało na obszarze, gdzie obok siebie mieszkała ludność polska i rusińska ludność łemkowska (w 1931 roku Polacy stanowili ok. 60% ludności powiatu sanockiego, a Łemkowie/Rusini ok. 33%). Po wysiedleniu mniejszości rusińskiej (tak jak ludności polskiej z Kresów Wschodnich) w 1947 Sanok i okolice są zamieszkałe w prawie 100% przez ludność polską aż do dziś.
Lata powojenne to równocześnie okres odbudowy ze zniszczeń, a następnie rozbudowy zakładów przemysłowych w ramach budowy gospodarki socjalistycznej. Sanoccy potentaci: Sanocka Fabryka Autobusów „Autosan” i Zakłady Przemysłu Gumowego „Stomil” zatrudniający tysiące pracowników wpłynęli w ostatnich dziesięcioleciach na znaczny rozwój miasta. Wokół starej części Sanoka powstały nowe osiedla mieszkaniowe, liczba mieszkańców wzrosła do ponad 22 tys. na początku lat 70. XX w.
W 1972 r. doszło do poszerzenia granic administracyjnych Sanoka – włączono w granice miasta miejscowości: Zahutyń, Olchowce, Zagórz, Dolina, Zasław oraz Wielopole. Miasto uzyskało jednocześnie status miasta na prawach powiatu, a jego obszar wzrósł do 72 km². Liczba mieszkańców wzrosła w drugiej połowie lat 70. XX w do 32 tys.
W 1977 r. doszło do kolejnej zmiany granic miasta – wyłączono z jego granic miejscowości przyłączone w 1972 r. Dotychczasowa dzielnica Zagórz uzyskała prawa miejskie oraz utworzono jednostkę administracyjną miasto i gmina Zagórz.
W sierpniu 1980 Sanok nie pozostał na uboczu wydarzeń politycznych – 29 września powstał w SFA Komitet Założycielski Niezależnych Związków Zawodowych, a 18 października Międzyzakładowy Komitet Założycielski Niezależny Samorządny Związek Zawodowy „Solidarność”. Rozpoczęta wtedy działalność niepodległościowa, choć przytłumiona stanem wojennym przetrwała do przełomowych wyborów w 1989 r.
W 1990 r. mieszkańcy miasta po raz pierwszy po II wojnie światowej wybrali demokratycznie Radę Miejską.
Od 1983 Sanok jest siedzibą władyki prawosławnej eparchii przemysko-nowosądeckiej.